# Howard Drake

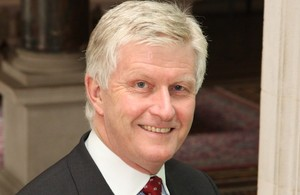
Howard Drake

Howard Ronald Drake OBE, CMG (* 13. August 1956) ist ein britischer Diplomat und seit 2010 Hochkommissar in Jamaika.
Von 2005 bis 2009 war Drake britischer Botschafter in Chile. Im Januar 2010 wurde er zum britischen Hochkommissar in Jamaika ernannt und fungierte daneben auch als nicht-residierender Hochkommissar für die Bahamas. Seit 2013 ist er britischer Hochkommissar in Kanada.
Drake ist verheiratet und hat zwei Kinder, einen Sohn und eine Tochter.